# カール・フォン・ガラグリ
カール・フォン・ガラグリ（Carl von Garaguly, 1900年12月28日 - 1984年10月4日）は、ハンガリー出身の北欧で活躍したヴァイオリニスト、指揮者。マジャル語ではガラグイ・カーロイ(Garaguly károly)。

## 経歴
ブダペスト生まれ。音楽院でイェネー・フバイに学んだあと、ベルリン高等音楽院でアンリ・マルトーの薫陶を受けた。1917年にベルリン・フィルハーモニー管弦楽団にヴァイオリン奏者として入団した。
1923年にイェーテボリ交響楽団のコンサートマスターに就任し、楽壇所属の弦楽四重奏団も主宰した。1930年にはストックホルム・コンサート協会の副コンサートマスターとなり、1937年と1938年の学生コンサートで指揮者として活動するようになった。指揮はクレメンス・クラウスに師事して指揮法を学んでおり、1940年からフリッツ・ブッシュの退任で空席となったストックホルム・フィルハーモニー管弦楽団で指揮を務めるようになり、1942年から1953年までは同楽団の首席指揮者となった。一方で1940年から自分の弦楽四重奏団を結成して室内楽奏者としても活動を続けた。
1952年から1958年までベルゲン・ハルモニーエンの首席指揮者を務め、ベルゲン音楽祭を創設した。1959年からは1970年までアーンヘム・フィルハーモニー管弦楽団、1965年から1980年まで南ユラン交響楽団の首席指揮者を歴任し、以後はフリーランスの立場で活動した。ジャン・シベリウスを得意とした。
1984年にストックホルムにて死去。